# 酸性染料比色法
酸性染料比色法（英語：acid dye colorimetry）是针对生物碱在一定的pH条件下可与某些酸性染料结合显色，进而进行分光光度法测定药物含量的一种方法。该法的样品用量少、灵敏度高，特别适用于少量供试品尤其是小剂量药物制剂的定量分析，具有一定的专属性和准确度。

## 基本原理
在适当pH的水溶液中，碱性药物（{\textstyle {\ce {B}}}）可与氢离子结合成阳离子（{\displaystyle {\ce {BH^+}}}），而一些酸性染料（磺酸酞类指示剂等）如溴甲酚绿、溴百里酚蓝、溴甲酚紫、溴酚蓝等可解离成阴离子（{\displaystyle {\ce {In^-}}}）;两种离子定量地结合，即生成具有吸收光谱明显红移的有色离子对({\displaystyle {\ce {BH^+In^-}}}），该离子对可以定量地被有机溶剂萃取，测定有机相中有色离子对特征波长处的吸光度，即可以进行碱性药物的含量测定。
其反应示意式如下:
{\displaystyle {\ce {B + H^+ <=> BH^+}}}
{\displaystyle {\ce {Hln <=> H^+ + ln^-}}}
{\displaystyle {\ce {BH^+ + ln^-<=>(BH^+*ln^-) <=> (BH^+ * ln^-)}}}
也可将呈色的有机相经碱化（如加入醇制氢氧化钠）使与有机碱结合的酸性染料释放出来，测定其吸光度，再计算出碱性药物的含量。

## 影响因素

### 水相的pH
酸性染料比色法测定时，水相的pH选择极为重要。只有选择合适的pH，使有机碱性药物均呈阳离子（{\displaystyle {\ce {BH^+}}}），而同一pH条件下酸性染料电离足够的阴离子（{\displaystyle {\ce {In^-}}}），碱性药物才能定量生成离子对，并完全溶于有机溶剂中，而过量的染料完全保留在水相中，才能保证定量测定。

### 酸性染料及其浓度的选择
可用的酸性染料较多。选用的酸性染料应该不仅能够与有机碱性药物定量地结合，而且生成的离子对要在有机相中有较大的溶解度，同时要求生成的离子对在其最大吸收波长处有较高的吸光度；染料在有机相中则要不溶或很少溶解（不被提取，空白吸收很小）
常用的酸性染料有溴麝香草酚蓝、溴甲酚绿、甲基橙等。
一般认为酸性染料的浓度对测定结果影响不大，只要有足够量即可。增加酸性染料的浓度可以提高测定的灵敏度。但如果浓度太高，则易产生严重的乳化层，且不易去除，往往影响测定结果。

### 有机溶剂的选择
应选择对有机碱性药物与酸性染料形成的离子对萃取效率高、能与离子对形成氢键、不与或极少与水混溶的有机溶剂作为萃取溶剂。常用的有机溶剂有三氯甲烷、二氯甲烷等，其中三氯甲烷最为常用，其具有能与离子对形成氢键萃取效率较高、选择性好、在水中的溶解度小、与其混溶的微量水分易于除去等特点，是较理想的溶剂；其次是二氯甲烷。二氯乙烯、苯、甲苯、四氯化碳等尽管也适宜，由于毒性及环境污染不宜采用。

### 水分的影响
水相中有过量的有色酸性染料，水分的混入又可能使有机相浑浊，从而均影响比色测定的准确性，所以在萃取过程中应该严防水分混入有机相中。一般多采用加入脱水剂，或经干燥滤纸过滤的方法除去混入的水分。

### 酸性染料中的有色杂质
酸性染料中的有色杂质混入萃取的有机相中会使测定结果受到干扰，为了获得准确的结果，可在加入供试品之前将缓冲液与酸性染料的混合液先用所选用的有机溶剂萃取弃用，以便去除酸性染料中的有色杂质。

## 应用
主要适用于紫外吸收弱、标示量低的有机碱性药物（生物碱）制剂的含量或含量均匀度的测定。如硫酸阿托品片、氢溴酸山莨菪碱片等，以及一些中药材和中成药中的生物碱成分（如环维黄杨星D）的测定。